# Selección femenina de voleibol de Italia
La selección femenina de voleibol de Italia es el equipo representativo del país en las competiciones oficiales de voleibol. Su organización está a cargo de la Federazione Italiana di Pallavolo (FIPAV).
La selección participa en los torneos organizados por la Confederación Europea de Voleibol, así como en los de la Federación Internacional de Voleibol. Italia ha sido uno de los equipos más destacados del voleibol mundial a partir de mediados de la década de 1990.
Ha ganado el Campeonato Mundial de 2002 y la Copa Mundial de 2007 y 2011. En el Grand Prix ha conseguido dos subcampeonatos en 2004 y 2005, y cuatro terceros puestos.
Italia ha ganado el Campeonato Europeo de 2007 y 2009, en tanto que ha resultado segunda en 2001 y 2005, y tercera en 1989 y 1999. Se encuentra en el primer puesto en la última clasificación mundial.

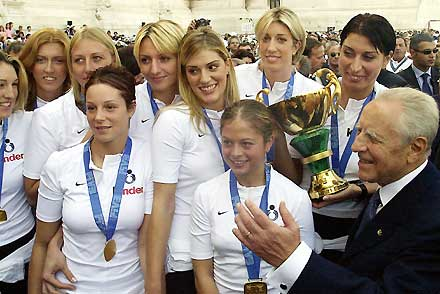
El equipo nacional de mujeres con el presidente de la República Italiana Carlo Azeglio Ciampi.

## Palmarés
| Competición        |   |   |   | Total |
| ------------------ | - | - | - | ----- |
| Juegos Olímpicos   | 1 | 0 | 0 | 1     |
| Campeonato Mundial | 1 | 1 | 1 | 3     |
| Campeonato Europeo | 2 | 2 | 2 | 6     |
| Grand Prix         | 0 | 2 | 4 | 6     |
| Copa del Mundo     | 2 | 0 | 0 | 2     |
| Total              | 6 | 5 | 7 | 18    |

## Resultados

### Juegos Olímpicos
Campeón       Subcampeón       Tercer puesto       Cuarto puesto
| Juegos Olímpicos récords | Juegos Olímpicos récords | Juegos Olímpicos récords | Juegos Olímpicos récords | Juegos Olímpicos récords | Juegos Olímpicos récords | Juegos Olímpicos récords | Juegos Olímpicos récords | Juegos Olímpicos récords |
| Años                     | Ronda                    | Posición                 | Pld                      | W                        | L                        | SW                       | SL                       | Equipo                   |
| ------------------------ | ------------------------ | ------------------------ | ------------------------ | ------------------------ | ------------------------ | ------------------------ | ------------------------ | ------------------------ |
| 1964                     | No clasificado           | No clasificado           | No clasificado           | No clasificado           | No clasificado           | No clasificado           | No clasificado           | No clasificado           |
| 1968                     | No clasificado           | No clasificado           | No clasificado           | No clasificado           | No clasificado           | No clasificado           | No clasificado           | No clasificado           |
| 1972                     | No clasificado           | No clasificado           | No clasificado           | No clasificado           | No clasificado           | No clasificado           | No clasificado           | No clasificado           |
| 1976                     | No clasificado           | No clasificado           | No clasificado           | No clasificado           | No clasificado           | No clasificado           | No clasificado           | No clasificado           |
| 1980                     | No clasificado           | No clasificado           | No clasificado           | No clasificado           | No clasificado           | No clasificado           | No clasificado           | No clasificado           |
| 1984                     | No clasificado           | No clasificado           | No clasificado           | No clasificado           | No clasificado           | No clasificado           | No clasificado           | No clasificado           |
| 1988                     | No clasificado           | No clasificado           | No clasificado           | No clasificado           | No clasificado           | No clasificado           | No clasificado           | No clasificado           |
| 1992                     | No clasificado           | No clasificado           | No clasificado           | No clasificado           | No clasificado           | No clasificado           | No clasificado           | No clasificado           |
| 1996                     | No clasificado           | No clasificado           | No clasificado           | No clasificado           | No clasificado           | No clasificado           | No clasificado           | No clasificado           |
| 2000                     | 1.ª ronda                | 9.º puesto               | 5                        | 1                        | 4                        | 7                        | 12                       | Equipo                   |
| 2004                     | Cuartos de final         | 5.º puesto               | 6                        | 4                        | 2                        | 14                       | 6                        | Equipo                   |
| 2008                     | Cuartos de final         | 5.º puesto               | 6                        | 4                        | 2                        | 14                       | 7                        | Equipo                   |
| 2012                     | Cuartos de final         | 5.º puesto               | 6                        | 4                        | 2                        | 15                       | 8                        | Equipo                   |
| 2016                     | 1.ª ronda                | 9.º puesto               | 5                        | 1                        | 4                        | 4                        | 12                       | Equipo                   |
| 2020                     | Cuartos de final         | 6.º puesto               | 6                        | 3                        | 3                        | 11                       | 10                       | Equipo                   |
| 2024                     | Final                    | Campeón                  | 6                        | 6                        | 0                        | 18                       | 1                        | Equipo                   |

### Campeonato Mundial
Campeón       Subcampeón       Tercer puesto       Cuarto puesto
| Campeonato Mundial récords | Campeonato Mundial récords | Campeonato Mundial récords | Campeonato Mundial récords | Campeonato Mundial récords | Campeonato Mundial récords | Campeonato Mundial récords | Campeonato Mundial récords | Campeonato Mundial récords |
| Años                       | Ronda                      | Posición                   | Pld                        | W                          | L                          | SW                         | SL                         | Equipo                     |
| -------------------------- | -------------------------- | -------------------------- | -------------------------- | -------------------------- | -------------------------- | -------------------------- | -------------------------- | -------------------------- |
| 1952                       | Sin participación          | Sin participación          | Sin participación          | Sin participación          | Sin participación          | Sin participación          | Sin participación          | Sin participación          |
| 1956                       | Sin participación          | Sin participación          | Sin participación          | Sin participación          | Sin participación          | Sin participación          | Sin participación          | Sin participación          |
| 1960                       | Sin participación          | Sin participación          | Sin participación          | Sin participación          | Sin participación          | Sin participación          | Sin participación          | Sin participación          |
| 1962                       | Sin participación          | Sin participación          | Sin participación          | Sin participación          | Sin participación          | Sin participación          | Sin participación          | Sin participación          |
| 1967                       | Sin participación          | Sin participación          | Sin participación          | Sin participación          | Sin participación          | Sin participación          | Sin participación          | Sin participación          |
| 1970                       | No clasificado             | No clasificado             | No clasificado             | No clasificado             | No clasificado             | No clasificado             | No clasificado             | No clasificado             |
| 1974                       | No clasificado             | No clasificado             | No clasificado             | No clasificado             | No clasificado             | No clasificado             | No clasificado             | No clasificado             |
| 1978                       |                            | 20.º puesto                |                            |                            |                            |                            |                            | Equipo                     |
| 1982                       |                            | 20.º puesto                |                            |                            |                            |                            |                            | Equipo                     |
| 1986                       |                            | 15.º puesto                |                            |                            |                            |                            |                            | Equipo                     |
| 1990                       |                            | 10.º puesto                |                            |                            |                            |                            |                            | Equipo                     |
| 1994                       |                            | 14.º puesto                |                            |                            |                            |                            |                            | Equipo                     |
| 1998                       |                            | 5.º puesto                 |                            |                            |                            |                            |                            | Equipo                     |
| 2002                       | Ronda final                | Campeón                    |                            |                            |                            |                            |                            | Equipo                     |
| 2006                       | Semifinales                | 4.º puesto                 |                            |                            |                            |                            |                            | Equipo                     |
| 2010                       |                            | 5.º puesto                 |                            |                            |                            |                            |                            | Equipo                     |
| 2014                       |                            | 4.º puesto                 |                            |                            |                            |                            |                            | Equipo                     |
| 2018                       | Ronda final                | Subcampeón                 |                            |                            |                            |                            |                            | Equipo                     |
| Total                      | 1 título                   | 11/18                      |                            |                            |                            |                            |                            | —                          |

### Copa Mundial
Campeón       Subcampeón       Tercer puesto       Cuarto puesto
| Copa Mundial récords | Copa Mundial récords | Copa Mundial récords | Copa Mundial récords | Copa Mundial récords | Copa Mundial récords | Copa Mundial récords | Copa Mundial récords | Copa Mundial récords |
| Años                 | Ronda                | Posición             | Pld                  | W                    | L                    | SW                   | SL                   | Equipo               |
| -------------------- | -------------------- | -------------------- | -------------------- | -------------------- | -------------------- | -------------------- | -------------------- | -------------------- |
| 1973                 | No clasificado       | No clasificado       | No clasificado       | No clasificado       | No clasificado       | No clasificado       | No clasificado       | No clasificado       |
| 1977                 | No clasificado       | No clasificado       | No clasificado       | No clasificado       | No clasificado       | No clasificado       | No clasificado       | No clasificado       |
| 1981                 | No clasificado       | No clasificado       | No clasificado       | No clasificado       | No clasificado       | No clasificado       | No clasificado       | No clasificado       |
| 1985                 | No clasificado       | No clasificado       | No clasificado       | No clasificado       | No clasificado       | No clasificado       | No clasificado       | No clasificado       |
| 1989                 | No clasificado       | No clasificado       | No clasificado       | No clasificado       | No clasificado       | No clasificado       | No clasificado       | No clasificado       |
| 1991                 | No clasificado       | No clasificado       | No clasificado       | No clasificado       | No clasificado       | No clasificado       | No clasificado       | No clasificado       |
| 1995                 | No clasificado       | No clasificado       | No clasificado       | No clasificado       | No clasificado       | No clasificado       | No clasificado       | No clasificado       |
| 1999                 |                      | 7.º puesto           |                      |                      |                      |                      |                      | Equipo               |
| 2003                 | Semifinales          | 4.º puesto           |                      |                      |                      |                      |                      | Equipo               |
| 2007                 | Ronda final          | Campeón              |                      |                      |                      |                      |                      | Equipo               |
| 2011                 | Ronda final          | Campeón              |                      |                      |                      |                      |                      | Equipo               |
| 2015                 | No clasificado       | No clasificado       | No clasificado       | No clasificado       | No clasificado       | No clasificado       | No clasificado       | No clasificado       |
| 2019                 | No clasificado       | No clasificado       | No clasificado       | No clasificado       | No clasificado       | No clasificado       | No clasificado       | No clasificado       |
| Total                | 2 títulos            | 4/13                 |                      |                      |                      |                      |                      | —                    |

### Grand Prix
Campeón       Subcampeón       Tercer puesto       Cuarto puesto
| Grand Prix | Grand Prix     | Grand Prix     | Grand Prix     | Grand Prix     | Grand Prix     | Grand Prix     | Grand Prix     | Grand Prix     |
| Años       | Ronda          | Posición       | Pld            | W              | L              | SW             | SL             | Equipo         |
| ---------- | -------------- | -------------- | -------------- | -------------- | -------------- | -------------- | -------------- | -------------- |
| 1993       | No clasificado | No clasificado | No clasificado | No clasificado | No clasificado | No clasificado | No clasificado | No clasificado |
| 1994       |                | 8.º puesto     |                |                |                |                |                | Equipo         |
| 1995       | No clasificado | No clasificado | No clasificado | No clasificado | No clasificado | No clasificado | No clasificado | No clasificado |
| 1996       | No clasificado | No clasificado | No clasificado | No clasificado | No clasificado | No clasificado | No clasificado | No clasificado |
| 1997       |                | 6.º puesto     |                |                |                |                |                | Equipo         |
| 1998       |                | 5.º puesto     |                |                |                |                |                | Equipo         |
| 1999       | Semifinales    | 4.º puesto     |                |                |                |                |                | Equipo         |
| 2000       |                | 7.º puesto     |                |                |                |                |                | Equipo         |
| 2001       | No clasificado | No clasificado | No clasificado | No clasificado | No clasificado | No clasificado | No clasificado | No clasificado |
| 2002       | No clasificado | No clasificado | No clasificado | No clasificado | No clasificado | No clasificado | No clasificado | No clasificado |
| 2003       |                | 5.º puesto     |                |                |                |                |                | Equipo         |
| 2004       | Ronda final    | Subcampeón     |                |                |                |                |                | Equipo         |
| 2005       | Ronda final    | Subcampeón     |                |                |                |                |                | Equipo         |
| 2006       | Semifinales    | 3.er puesto    |                |                |                |                |                | Equipo         |
| 2007       | Semifinales    | 3.er puesto    |                |                |                |                |                | Equipo         |
| 2008       | Semifinales    | 3.er puesto    |                |                |                |                |                | Equipo         |
| 2009       | No clasificado | No clasificado | No clasificado | No clasificado | No clasificado | No clasificado | No clasificado | No clasificado |
| 2010       | Semifinales    | 3.er puesto    |                |                |                |                |                | Equipo         |
| 2011       |                | 7.º puesto     |                |                |                |                |                | Equipo         |
| 2012       |                | 10.º puesto    |                |                |                |                |                | Equipo         |
| 2013       |                | 5.º puesto     |                |                |                |                |                | Equipo         |
| 2014       |                | 9.º puesto     |                |                |                |                |                | Equipo         |
| 2015       |                | 5.º puesto     |                |                |                |                |                | Equipo         |
| 2016       |                | 8.º puesto     |                |                |                |                |                | Equipo         |
| 2017       | Ronda final    | Subcampeón     |                |                |                |                |                | Equipo         |
| Total      | 0 títulos      |                |                |                |                |                |                | —              |

### Campeonato Europeo
Campeón       Subcampeón       Tercer puesto       Cuarto puesto
| Campeonato Europeo récords | Campeonato Europeo récords | Campeonato Europeo récords | Campeonato Europeo récords | Campeonato Europeo récords | Campeonato Europeo récords | Campeonato Europeo récords | Campeonato Europeo récords | Campeonato Europeo récords |
| Años                       | Ronda                      | Posición                   | Pld                        | W                          | L                          | SW                         | SL                         | Equipo                     |
| -------------------------- | -------------------------- | -------------------------- | -------------------------- | -------------------------- | -------------------------- | -------------------------- | -------------------------- | -------------------------- |
| 1949                       | No clasificó               | No clasificó               | No clasificó               | No clasificó               | No clasificó               | No clasificó               | No clasificó               | No clasificó               |
| 1950                       | No clasificó               | No clasificó               | No clasificó               | No clasificó               | No clasificó               | No clasificó               | No clasificó               | No clasificó               |
| 1951                       |                            | 6.º puesto                 |                            |                            |                            |                            |                            | Equipo                     |
| 1955                       | No clasificado             | No clasificado             | No clasificado             | No clasificado             | No clasificado             | No clasificado             | No clasificado             | No clasificado             |
| 1958                       | No clasificado             | No clasificado             | No clasificado             | No clasificado             | No clasificado             | No clasificado             | No clasificado             | No clasificado             |
| 1963                       | No clasificado             | No clasificado             | No clasificado             | No clasificado             | No clasificado             | No clasificado             | No clasificado             | No clasificado             |
| 1967                       |                            | 11.º puesto                |                            |                            |                            |                            |                            | Equipo                     |
| 1971                       |                            | 8.º puesto                 |                            |                            |                            |                            |                            | Equipo                     |
| 1975                       |                            | 9.º puesto                 |                            |                            |                            |                            |                            | Equipo                     |
| 1977                       |                            | 11.º puesto                |                            |                            |                            |                            |                            | Equipo                     |
| 1979                       | No clasificó               | No clasificó               | No clasificó               | No clasificó               | No clasificó               | No clasificó               | No clasificó               | No clasificó               |
| 1981                       |                            | 8.º puesto                 |                            |                            |                            |                            |                            | Equipo                     |
| 1983                       |                            | 7.º puesto                 |                            |                            |                            |                            |                            | Equipo                     |
| 1985                       |                            | 5.º puesto                 |                            |                            |                            |                            |                            | Equipo                     |
| 1987                       |                            | 6.º puesto                 |                            |                            |                            |                            |                            | Equipo                     |
| 1989                       | Semifinales                | 3.er puesto                |                            |                            |                            |                            |                            | Equipo                     |
| 1991                       | Semifinales                | 4.º puesto                 |                            |                            |                            |                            |                            | Equipo                     |
| 1993                       | Semifinales                | 4.º puesto                 |                            |                            |                            |                            |                            | Equipo                     |
| 1995                       |                            | 6.º puesto                 |                            |                            |                            |                            |                            | Equipo                     |
| 1997                       |                            | 6.º puesto                 |                            |                            |                            |                            |                            | Equipo                     |
| 1999                       | Semifinales                | 3.er puesto                |                            |                            |                            |                            |                            | Equipo                     |
| 2001                       | Ronda final                | Subcampeón                 |                            |                            |                            |                            |                            | Equipo                     |
| 2003                       |                            | 6.º puesto                 |                            |                            |                            |                            |                            | Equipo                     |
| 2005                       | Ronda final                | Subcampeón                 |                            |                            |                            |                            |                            | Equipo                     |
| / 2007                     | Ronda final                | Campeón                    |                            |                            |                            |                            |                            | Equipo                     |
| 2009                       | Ronda final                | Campeón                    |                            |                            |                            |                            |                            | Equipo                     |
| / 2011                     | Semifinales                | 4.º puesto                 |                            |                            |                            |                            |                            | Equipo                     |
| / 2013                     |                            | 6.º puesto                 |                            |                            |                            |                            |                            | Equipo                     |
| / 2015                     |                            | 7.º puesto                 |                            |                            |                            |                            |                            | Equipo                     |
| / 2017                     |                            | 5.º puesto                 |                            |                            |                            |                            |                            | Equipo                     |
| / 2019                     | Semifinales                | 3.er puesto                |                            |                            |                            |                            |                            | Equipo                     |
| Total                      | 2 títulos                  | 25/31                      |                            |                            |                            |                            |                            | —                          |

## Equipo actual
La siguiente es la lista de  Italia en el Campeonato Mundial de Voleibol Femenino de 2025.
Director Técnico:  Julio Velasco
| N.º | Nombre                    | Cumpleaños           | Altura  | Posición | Club 2025-26               |
| --- | ------------------------- | -------------------- | ------- | -------- | -------------------------- |
| 3   | Carlotta Cambi            | 28/05/1996 (29 años) | 1.78 cm | Armadora | AGIL Volley                |
| 6   | Monica De Gennaro         | 08/01/1987 (38 años) | 1.74 cm | Líbero   | Imoco Volley Conegliano    |
| 7   | Eleonora Fersino          | 24/01/2000 (25 años) | 1.69 cm | Líbero   | Vero Volley Milano         |
| 8   | Alessia Orro              | 18/07/1998 (27 años) | 1.78 cm | Armadora | Fenerbahçe Spor Kulübü     |
| 10  | Benedetta Maria Sartori   | 14/04/2001 (24 años) | 1.84 cm | Central  | Vero Volley Milano         |
| 11  | Anna Danesi               | 20/04/1996 (29 años) | 1.95 cm | Central  | Vero Volley Milano         |
| 16  | Stella Nervini            | 10/09/2003 (21 años) | 1.84 cm | Punta    | Azzurra Volley Firenze     |
| 17  | Myriam Fatime Sylla       | 08/01/1995 (30 años) | 1.84 cm | Punta    | Galatasaray Spor Kulübü    |
| 18  | Paola Ogechi Egonu        | 18/12/1998 (26 años) | 1.93 cm | Opuesta  | Vero Volley Milano         |
| 19  | Sarah Luisa Fahr          | 12/09/2001 (23 años) | 1.92 cm | Central  | Imoco Volley Conegliano    |
| 21  | Oghosasere Loveth Omoruyi | 25/08/2002 (22 años) | 1.84 cm | Punta    | Chieri '76 Volleyball      |
| 22  | Gaia Giovannini           | 17/12/2001 (23 años) | 1.82 cm | Punta    | Megabox Volley Vallefoglia |
| 24  | Ekaterina Antropova       | 19/03/2003 (22 años) | 2.02 cm | Opuesta  | Savino Del Bene Volley     |
| 25  | Yasmina Akrari            | 31/08/1993 (31 años) | 1.85 cm | Central  | Monviso Volley             |

## Escuadras
- Campeonato Europeo 1997: 5.º lugar

- Vania Beccaria, Daniela Biamonte, Valentina Borrelli, Antonella Bragaglia, Barbara De Luca, Manuela Leggeri, Darina Mifkova, Michela Monari, Chiara Navarrini, Simona Rinieri, Elisa Togut y Francesca Vannini. Entrenador: Julio Velasco.

- Campeonato Mundial 1998: 5.º lugar

- Sabrina Bertini, Antonella Bragaglia, Maurizia Cacciatori, Elisa Galastri, Simona Gioli, Manuela Leggeri, Eleonora Lo Bianco, Anna Vania Mello, Darina Mifkova, Francesca Piccinini, Simona Rinieri y Elisa Togut. Entrenador: Angelo Frigoni.

- Copa Mundial 1999: 7.º lugar

- Sabrina Bertini, Eleonora Lo Bianco, Antonella Bragaglia, Maurizia Cacciatori, Elisa Galastri, Simona Gioli, Manuela Leggeri, Evelyn Marinelli, Paola Paggi, Francesca Piccinini, Simona Rinieri y Elisa Togut. Entrenador: Angelo Frigoni.

- Campeonato Europeo 1999:  Medalla de bronce

- Vania Beccaria, Sabrina Bertini, Antonella Bragaglia, Maurizia Cacciatori, Elisa Galastri, Simona Gioli, Manuela Leggeri, Eleonora Lo Bianco, Paola Paggi, Francesca Piccinini, Simona Rinieri y Elisa Togut. Entrenador: Angelo Frigoni.

- Juegos Olímpicos 2000: 9.º lugar

- Sabrina Bertini, Antonella Bragaglia, Maurizia Cacciatori, Ana Paula De Tassis, Manuela Leggeri, Eleonora Lo Bianco, Anna Vania Mello, Darina Mifkova, Paola Paggi, Francesca Piccinini, Simona Rinieri y Elisa Togut. Entrenador: Angelo Frigoni.

- Campeonato Europeo 2001:  Medalla de plata

- Vania Beccaria, Maurizia Cacciatori, Paola Cardullo, Silvia Croatto, Manuela Leggeri, Eleonora Lo Bianco, Anna Vania Mello, Darina Mifkova, Paola Paggi, Francesca Piccinini, Simona Rinieri y Elisa Togut. Entrenador: Marco Bonitta.

- Campeonato Mundial 2002:  Medalla de oro

- Sara Anzanello, Eleonora Lo Bianco, Valentina Borrelli, Paola Cardullo, Manuela Leggeri, Darina Mifkova, Paola Paggi, Francesca Piccinini, Simona Rinieri, Rachele Sangiuliano, Elisa Togut y Anna Vania Mello. Entrenador: Marco Bonitta.

- Grand Prix 2003: 5.º lugar

- Elisa Galastri, Elisa Togut, Manuela Leggeri, Sara Anzanello, Valentina Fiorin, Silvia Croatto, Nadia Centoni, Simona Gioli, Rachele Sangiuliano, Eleonora Lo Bianco, Valentina Borrelli y Paola Cardullo. Entrenador: Marco Bonitta.

- Campeonato Europeo 2003: 6.º lugar

- Valentina Borrelli, Paola Cardullo, Nadia Centoni, Silvia Croatto, Simona Gioli, Manuela Leggeri, Eleonora Lo Bianco, Paola Paggi, Francesca Piccinini, Simona Rinieri, Rachele Sangiuliano y Elisa Togut. Entrenador: Marco Bonitta.

- Copa Mundial 2003: 4.º lugar

- Jenny Barazza, Eleonora Lo Bianco, Paola Cardullo, Nadia Centoni, Valentina Fiorin, Simona Gioli, Manuela Leggeri, Darina Mifkova, Paola Paggi, Francesca Piccinini, Simona Rinieri y Rachele Sangiuliano. Entrenador: Marco Bonitta.

- Grand Prix 2004:  Medalla de plata

- Simona Rinieri, Elisa Togut, Manuela Leggeri, Sara Anzanello, Jenny Barazza, Nadia Centoni, Darina Mifkova, Francesca Piccinini, Eleonora Lo Bianco, Antonella Del Core, Francesca Ferretti y Paola Cardullo. Entrenador: Marco Bonitta.

- Juegos Olímpicos 2004: 5.º lugar

- Jenny Barazza, Paola Cardullo, Nadia Centoni, Francesca Ferretti, Manuela Leggeri, Eleonora Lo Bianco, Paola Paggi, Francesca Piccinini, Simona Rinieri, Manuela Secolo y Elisa Togut. Entrenador: Marco Bonitta.

- Grand Prix 2005:  Medalla de plata

- Elisa Cella, Sara Anzanello, Valentina Fiorin, Martina Guiggi, Jenny Barazza, Nadia Centoni, Serena Ortolani, Cristina Vincenzi, Eleonora Lo Bianco, Antonella Del Core, Francesca Ferretti y Chiara Arcangeli. Entrenador: Marco Bonitta.

- Campeonato Europeo 2005:  Medalla de plata

- Sara Anzanello, Jenny Barazza, Antonella Del Core, Paola Cardullo, Elisa Cella, Nadia Centoni, Simona Gioli, Katja Luraschi, Eleonora Lo Bianco, Serena Ortolani, Simona Rinieri y Elisa Togut. Entrenador: Marco Bonitta.

- Grand Prix 2006:  Medalla de bronce

- Simona Rinieri, Elisa Togut, Sara Anzanello, Valentina Fiorin, Martina Guiggi, Paola Paggi, Nadia Centoni, Stefania Dall'Igna, Francesca Piccinini, Eleonora Lo Bianco, Antonella Del Core y Monica De Gennaro. Entrenador: Marco Bonitta.

- Campeonato Mundial 2006: 4.º lugar

- Sara Anzanello, Paola Cardullo, Nadia Centoni, Simona Gioli, Stefania Dall'Igna, Valentina Fiorin, Martina Guiggi, Eleonora Lo Bianco, Serena Ortolani, Paola Paggi, Francesca Piccinini, Simona Rinieri y Elisa Togut. Entrenador: Massimo Barbolini.

- Grand Prix 2007:  Medalla de bronce

- Valentina Arrighetti, Paola Croce, Sandra Vitez, Valentina Fiorin, Martina Guiggi, Jenny Barazza, Manuela Secolo, Stefania Dall'Igna, Serena Ortolani, Taismary Agüero, Eleonora Lo Bianco y Federica Stufi. Entrenador: Massimo Barbolini.

- Campeonato Europeo 2007:  Medalla de oro

- Paola Croce, Valentina Fiorin, Martina Guiggi, Jenny Barazza, Manuela Secolo, Paola Cardullo, Serena Ortolani, Taismary Agüero, Francesca Ferretti, Eleonora Lo Bianco, Antonella Del Core y Simona Gioli. Entrenador: Massimo Barbolini.

- Copa Mundial 2007:  Medalla de oro

- Jenny Barazza, Taismary Agüero, Antonella Del Core, Francesca Ferretti, Simona Gioli, Francesca Piccinini, Paola Cardullo, Martina Guiggi, Sara Anzanello, Eleonora Lo Bianco, Serena Ortolani y Manuela Secolo. Entrenador: Massimo Barbolini.

- Grand Prix 2008:  Medalla de bronce

- Sara Anzanello, Paola Croce, Taismary Agüero, Martina Guiggi, Jenny Barazza, Manuela Secolo, Paola Cardullo, Serena Ortolani, Francesca Piccinini, Francesca Ferretti, Eleonora Lo Bianco y Lucia Bosetti. Entrenador: Massimo Barbolini.

- Juegos Olímpicos 2008: 5.º lugar

- Jenny Barazza, Paola Cardullo, Nadia Centoni, Francesca Ferretti, Paola Croce, Martina Guiggi, Simona Gioli, Manuela Secolo, Francesca Piccinini, Eleonora Lo Bianco, Serena Ortolani y Taismary Agüero. Entrenador: Massimo Barbolini.

- Campeonato Europeo 2009:  Medalla de oro

- Lucia Crisanti, Giulia Rondon, Enrica Merlo, Jenny Barazza, Manuela Secolo, Paola Cardullo, Serena Ortolani, Francesca Piccinini, Valentina Arrighetti, Eleonora Lo Bianco, Antonella Del Core, Lucia Bosetti, Simona Gioli y Taismary Agüero. Entrenador: Massimo Barbolini.

- Gran Copa de Campeones 2009:  Medalla de oro

- Cristina Barcellinni, Immacolata Sirressi, Giulia Rondon, Jenny Barazza, Paola Cardullo, Serena Ortolani, Francesca Piccinini, Valentina Arrighetti, Eleonora Lo Bianco, Antonella Del Core, Lucia Bosetti y Simona Gioli. Entrenador: Massimo Barbolini.

- Grand Prix 2010:  Medalla de bronce

- Cristina Barcellinni, Lucia Crisanti, Giulia Rondon, Enrica Merlo, Jenny Barazza, Serena Ortolani, Francesca Piccinini, Valentina Arrighetti, Eleonora Lo Bianco, Antonella Del Core, Lucia Bosetti y Simona Gioli. Entrenador: Massimo Barbolini.

- Campeonato Mundial 2010: 5.º lugar

- Cristina Barcellinni, Ilaria Garzaro, Lucia Crisanti, Giulia Rondon, Chiara Arcangeli, Chiara Di Iulio, Paola Cardullo, Serena Ortolani, Francesca Piccinini, Valentina Arrighetti, Eleonora Lo Bianco, Antonella Del Core, Lucia Bosetti y Simona Gioli. Entrenador: Massimo Barbolini.

- Grand Prix 2011: 7.º lugar

- Sara Anzanello, Cristina Barcellinni, Ilaria Garzaro, Lucia Crisanti, Martina Guiggi, Paola Cardullo, Francesca Piccinini, Eleonora Lo Bianco, Lucia Bosetti, Simona Gioli, Giulia Leonardi y Francesca Ferretti. Entrenador: Massimo Barbolini.

- Campeonato Europeo 2011: 4.º lugar

- Sara Anzanello, Martina Guiggi, Carolina Costagrande, Serena Ortolani, Francesca Piccinini, Valentina Arrighetti, Eleonora Lo Bianco, Antonella Del Core, Lucia Bosetti, Simona Gioli, Giulia Leonardi y Francesca Ferretti. Entrenador: Massimo Barbolini.

- Copa Mundial 2011:  Medalla de oro

- Sara Anzanello, Cristina Barcellinni, Paola Croce, Monica De Gennaro, Carolina Costagrande, Caterina Bosetti, Valentina Arrighetti, Eleonora Lo Bianco, Antonella Del Core, Lucia Bosetti, Simona Gioli y Noemi Signorile. Entrenador: Massimo Barbolini.

- Grand Prix 2012: 10.º lugar

- Sara Anzanello, Cristina Barcellinni, Letizia Camera, Giulia Rondon, Monica De Gennaro, Jenny Barazza, Caterina Bosetti, Serena Ortolani, Francesca Piccinini, Valentina Arrighetti, Lucia Bosetti, Raphaela Folie, Alessia Gennari, Immacolata Sirressi, Noemi Signorile y Giulia Leonardi. Entrenador: Marco Bracci.

- Juegos Olímpicos 2012: 5.º lugar

- Paola Croce, Giulia Rondon, Monica De Gennaro, Jenny Barazza, Caterina Bosetti, Francesca Piccinini, Valentina Arrighetti, Eleonora Lo Bianco, Antonella Del Core, Lucia Bosetti, Simona Gioli y Carolina Costagrande. Entrenador: Massimo Barbolini.

- Grand Prix 2013: 5.º lugar

- Indre Sorokaite, Cristina Barcellinni, Letizia Camera, Monica De Gennaro, Martina Guiggi, Noemi Signorile, Caterina Bosetti, Cristina Chirichella, Valentina Arrighetti, Valentina Diouf, Carolina Costagrande, Raphaela Folie, Alessia Gennari y Valentina Fiorin. Entrenador: Marco Mencarelli.

- Campeonato Europeo 2013: 6.º lugar

- Indre Sorokaite, Cristina Barcellinni, Noemi Signorile, Letizia Camera, Monica De Gennaro, Martina Guiggi, Caterina Bosetti, Raphaela Folie, Valentina Arrighetti, Lucia Bosetti, Valentina Diouf, Carolina Costagrande, Cristina Chirichella y Alessia Gennari. Entrenador: Marco Mencarelli.

- Grand Prix 2014: 9.º lugar

- Noemi Signorile, Sara Bonifacio, Valentina Fiorin, Monica De Gennaro, Raphaela Folie, Enrica Merlo, Nadia Centoni, Francesca Ferretti, Cristina Chirichella, Francesca Piccinini, Valentina Arrighetti, Caterina Bosetti, Antonella Del Core, Lucia Bosetti, Valentina Diouf y Ofelia Malinov. Entrenador: Marco Bonitta.

- Campeonato Mundial 2014: 4.º lugar

- Paola Cardullo, Noemi Signorile, Monica De Gennaro, Raphaela Folie, Nadia Centoni, Francesca Ferretti, Cristina Chirichella, Francesca Piccinini, Valentina Arrighetti, Eleonora Lo Bianco, Antonella Del Core, Caterina Bosetti, Valentina Diouf y Carolina Costagrande. Entrenador: Marco Bonitta.

## Divisiones inferiores deItalia

### Selección sub-23
| Competición               |   |   |   | Total |
| ------------------------- | - | - | - | ----- |
| Campeonato Mundial Sub-23 | 0 | 0 | 0 | 0     |
| Total                     | 0 | 0 | 0 | 0     |

### Selección sub-20
| Competición               |   |   |   | Total |
| ------------------------- | - | - | - | ----- |
| Campeonato Mundial Sub-20 | 1 | 1 | 0 | 2     |
| Campeonato Europeo Sub-20 | 6 | 4 | 2 | 12    |
| Juegos de la Juventud     | 0 | 0 | 0 | 0     |
| Total                     | 7 | 5 | 2 | 14    |

### Selección sub-18
| Competición               |   |   |   | Total |
| ------------------------- | - | - | - | ----- |
| Campeonato Mundial Sub-18 | 2 | 2 | 3 | 7     |
| Campeonato Europeo Sub-18 | 2 | 3 | 3 | 8     |
| Total                     | 4 | 5 | 6 | 15    |